# Fermentazione eterolattica
La fermentazione eterolattica  è una forma di metabolismo energetico svolta da  alcuni batteri in assenza di ossigeno. 
Consiste nella trasformazione di una molecola di glucosio (o di un altro zucchero fermentabile)
in una molecola di acido lattico, una molecola di etanolo o acido acetico, a seconda che il processo avvenga rispettivamente in anaerobiosi o aerobiosi e una molecola di anidride carbonica in rapporto 1:1:1:
Glucosio -> Ac.lattico + Etanolo + CO2
La fermentazione etero-lattica si incontra principalmente in un sottoinsieme dei lattobacilli detti per questo eterofermentanti.

## Biochimica
A differenza della fermentazione omolattica, la fermentazione eterolattica sfrutta un processo di degradazione del glucosio diverso dalla glicolisi.
Questa via, nota come shunt degli esosi monofosfati o via di Warburg-Dickens, consiste nella ossidazione del glucosio-6-fosfato a 6-fosfogluconato (con riduzione di una molecola di NAD); il 6-fosfogluconato viene successivamente decarbossilato producendo uno zucchero a cinque atomi di carbonio.
Questo zucchero viene a sua volta trasformato in gliceraldeide-3-fosfato e acetil-fosfato. La gliceraldeide viene avviata ad acido lattico con le stesse reazioni della seconda parte della glicolisi mentre l'acetil-fosfato viene convertito in etanolo.
Glucosio + ATP → Glucosio-6-fosfato + ADP
Glucosio-6-fosfato + NADP → 6-fosfogluconato + NADPH + H+
6-fosfogluconato + NADP → pentoso-fosfato + NADPH + H+ + CO2
pentoso-fosfato → Gliceraldeide-3-fosfato + Acetil-fosfato
Gliceraldeide-3-fosfato → (Glicolisi) → Ac. piruvico → (Ferm. lattica) → Acido lattico
Acetil-fosfato  + NADH → Acetaldeide + NAD + Pi
Acetaldeide + NADH → Etanolo + NAD

## Considerazioni energetiche
Dal punto di vista energetico, la fermentazione eterolattica è meno efficiente della fermentazione lattica, dal momento che la fosforilazione a livello del substrato che avviene a carico della gliceraldeide-3-fosfato riguarda solo metà dello scheletro carbonioso proveniente dal glucosio; in questo modo si producono due molecole di ATP  di cui una compensa quella consumata nella prima parte e l'altra rappresenta il guadagno netto.